# Rhytidoidea
Rhytidoidea is een superfamilie van weekdieren uit de klasse van de Gastropoda (slakken).

## Taxonomie
De volgende families zijn in de superfamilie ingedeeld:
- Acavidae Pilsbry, 1895
- Caryodidae Connolly, 1915
- Clavatoridae Thiele, 1926
- Dorcasiidae Connolly, 1915
- Macrocyclidae Thiele, 1926
- Megomphicidae H.B. Baker, 1930
- Rhytididae Pilsbry, 1893
- Strophocheilidae Pilsbry, 1902